# August Twesten
August Detlev Christian Twesten, född den 11 april 1789 i Glückstadt (Holstein), död den 8 januari 1876 i Berlin, var en tysk protestantisk teolog, far till Karl Twesten. 
Twesten studerade i Kiel och Berlin. Lärjunge av Schleiermacher, hyste han alltid för honom den största beundran och vördnad, men som teolog närmade han sig mera till den positivt kyrkliga ståndpunkten, än denne gjort, och blev sålunda en av "förmedlingsteologins" främsta män. 
År 1814 blev han extra ordinarie professor i filosofi och teologi i Kiel och 1819 ordinarie professor i teologi där. År 1835 kallades han till Berlin som Schleiermachers efterträdare. Åren 1852-1874 var han därjämte medlem av evangeliska överkyrkorådet. 
Twesten var en avgjord vän av unionen mellan den lutherska och den reformerta kyrkan. Han ansåg, att ingendera kyrkan därför behövde uppoffra sin bekännelse. Man måste blott "skilja mellan det, som tjänar till församlingens uppbyggelse, och det, som är skolans sak".